# Bristol Perseus
Bristol Perseus — британский поршневой 9-цилиндровый авиадвигатель воздушного охлаждения, разработанный в 1932 году компанией Bristol. Первый серийный авиадвигатель с гильзовым газораспределением.

## История

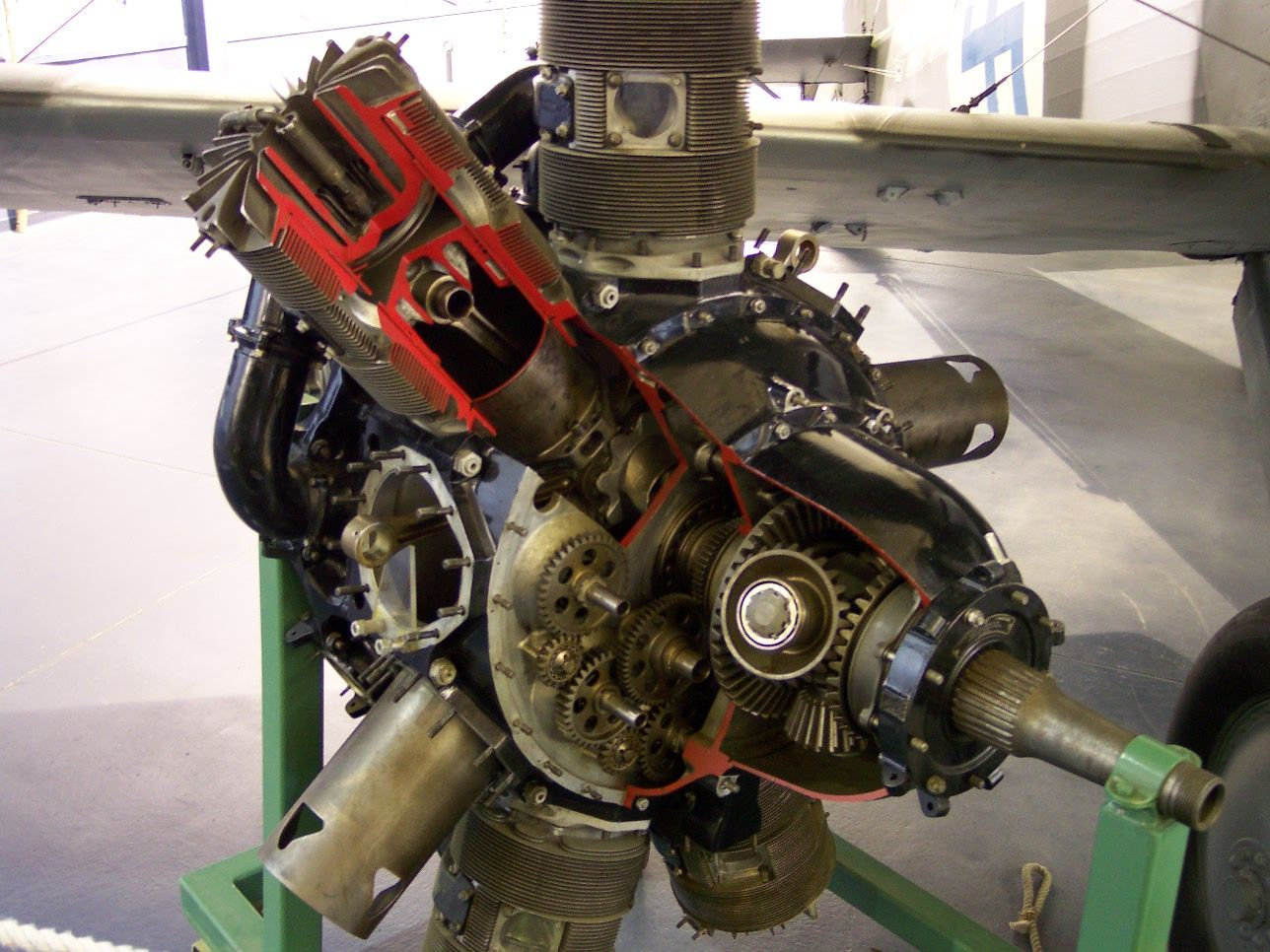
Двигатель Bristol Perseus в разрезе, видны гильзы цилиндров и шестерни редукторов.

В конце 1925 — начале 1926 годов, британский исследовательский центр Royal Aircraft Establishment  (RAE) опубликовал серию статей Гарри Рикардо о двигателях с гильзовым распределением. Основными преимуществами подобных устройств по сравнению с распространёнными на тот момент двигателями с тарельчатыми клапанами были лучший объёмный КПД и возможность работы на более высоких оборотах. Это позволяло получать ту же мощность от двигателя меньших габаритов, что вело к экономии топлива и возможности создания более компактных конструкций, особенно это относилось к многорядным радиальным двигателям.
Рой Федден, главный конструктор двигателей компании Bristol, заинтересовался этой идеей и к 1927 году создал в качестве испытательного стенда двухцилиндровый V-образный двигатель, намереваясь позже сконструировать на его основе 12-цилиндровый. В процессе изысканий не обошлось без проблем; имели место разрывы гильз во время рабочего хода и срыв ведущих шестерен. Для доводки двигателя потребовалось множество испытаний, изменений материалов и конструкции, что в итоге потребовало 6 лет труда и примерно 2 миллионов фунтов стерлингов. К 1933 году результатом этих трудов стал Perseus, первый в мире авиадвигатель подобного типа, запущенный в массовое производство и его "младший брат", Aquila. 
Обладая габаритами предшественника, Bristol Mercury, Perseus ранних модификаций выдавал всего лишь примерно ту же мощность (580 л.с. /433 кВт), что означало необходимость дальнейших конструкторских работ, по итогам которых этот параметр у модели 1936 года составлял уже 810 л.с. (604 кВт), а в 1939 году — 930 л.с. (690 кВт); у модификации "Perseus 100" с увеличенным до 1635 куб. дюймов (26,8 л.) рабочим объёмом, она составляла 1200 л. с. (880 кВт при 2700 об/мин на высоте 4250 футов / 1296 м), что намного превосходило данные лучших двигателей Mercury.
Perseus ограниченно применялся в гражданской сфере; в частности он устанавливался на летающих лодках Short Empire. Куда большее распространение он получил на военных машинах, им оснащались разведывательный самолет Westland Lysander и бомбардировщики Vildebeest, Botha, Skua и Roc. Всего было произведено около 8000 "Персеев" всех модификаций.
Элементы конструкции Perseus (поршень и цилиндр) использовались при создании чрезвычайно успешных двухрядных двигателей Bristol Hercules и Bristol Centaurus, в которых были более полно реализованы преимущества подобного механизма газораспределения; к концу Второй мировой войны Centaurus был одним из самых мощных двигателей в мире. 

## Применение

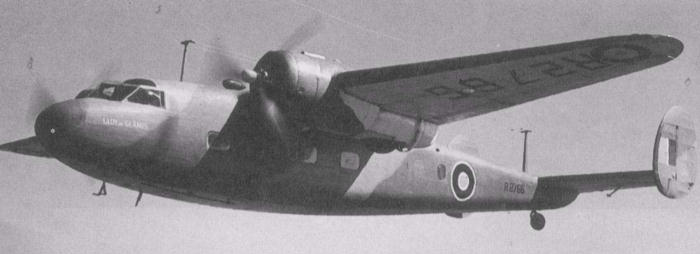
Самолёт de Havilland Flamingo с двигателями Bristol Perseus

Примечание:
 Великобритания
- Blackburn Botha
- Blackburn Roc
- Blackburn Skua
- Bristol Bulldog
- Bristol Type 148
- Cunliffe-Owen Flying Wing
- de Havilland Flamingo
- de Havilland Hertfordshire
- Gloster Goring
- Hawker Hart
- Saro A.33
- Short Empire
- Short Scylla
- Vickers Vellox
- Vickers Vildebeest Mk.IV
- Westland Lysander Mk.II